# Raygibsonia
Raygibsonia är ett släkte av slemmaskar som beskrevs av Sundberg, Chernyshev, Kajihara, Kånneby och Embrik Strand 2009. Raygibsonia ingår i ordningen Hoplonemertea, klassen Enopla, fylumet slemmaskar och riket djur.
Släktet innehåller bara arten Raygibsonia bergi.